# Bill Butters
William Joseph Butters (Minnesota, Saint Paul, 1951. január 10. –) profi jégkorongozó. 217 mérkőzést játszott a WHA-ban és 72-t az NHL-ben. A Minnesota Fighting Saints, a Houston Aeros, az Edmonton Oilers, a New England Whalers, és a Minnesota North Stars játékosa volt. Összesen öt pontot szerzett az NHL-ben (1 gól, 4 assziszt)